# Brett Wallace
Brett Alexander Wallace (né le 26 août 1986 en Californie aux États-Unis) est un joueur de premier but ayant évolué pour les Astros de Houston et les Padres de San Diego dans la Ligue majeure de baseball entre 2010 et 2016.

## Carrière

### Astros de Houston

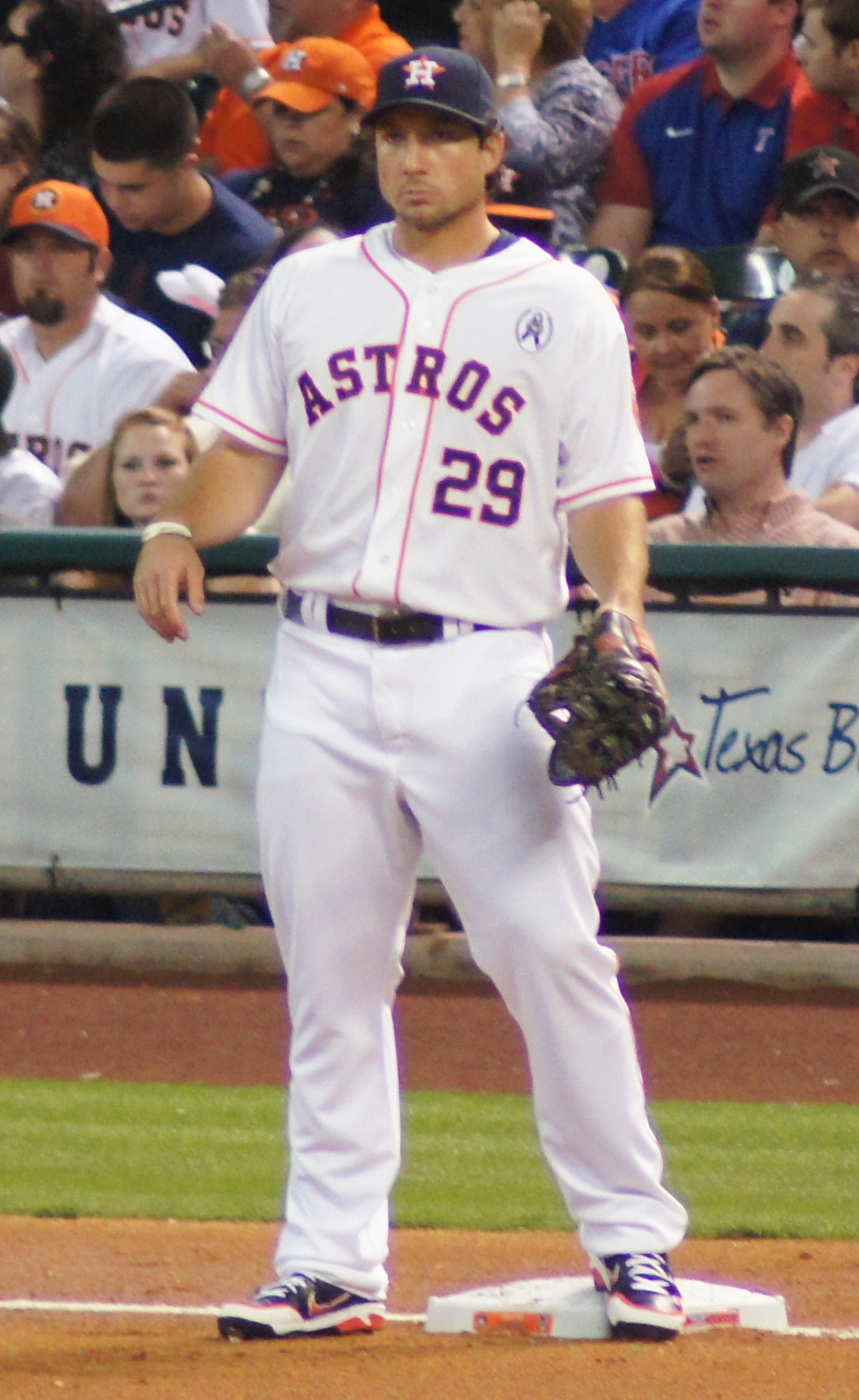
Brett Wallace lors du match d'ouverture de la saison 2013 des Astros de Houston.

Évoluant à l'école secondaire Justin-Siena à Napa, Californie, Brett Wallace est repêché par les Blue Jays de Toronto, qui le sélectionnent au 42e tour de repêchage en 2005. Il ne signe pas avec l'équipe et choisit plutôt de poursuivre sa carrière à l'Université d'État de l'Arizona à Tempe. Disponible à nouveau pour une équipe du baseball majeur, Wallace devient un choix de première ronde des Cardinals de Saint-Louis en 2008.
Alors qu'il évolue en ligues mineures, Wallace est échangé aux Athletics d'Oakland le 24 juillet 2009. Saint-Louis cède à cette occasion Clay Mortensen, Shane Peterson et Wallace pour acquérir le joueur étoile Matt Holliday.
Le 16 décembre 2009, les Blue Jays de Toronto mettent la main sur Wallace dans une transaction parallèle à celle qui implique Roy Halladay. Les Jays cèdent aux Athletics le voltigeur Michael Taylor pour acquérir Wallace. Le club torontois transige à nouveau le 29 juillet 2010, transférant Wallace aux Astros de Houston pour Anthony Gose, un voltigeur des ligues mineures acquis le jour même des Phillies de Philadelphie dans l'échange de Roy Oswalt contre J. A. Happ.

### Ligue majeure
Immédiatement après son acquisition de l'organisation des Blue Jays, les Astros font graduer Brett Wallace dans les majeures. Il dispute son premier match le 31 juillet 2010 face aux Brewers de Milwaukee. C'est contre ce club, et face au lanceur Randy Wolf, que le jeune joueur de premier but obtient son premier coup sûr en carrière dans les grandes ligues, le 1er août.
Il frappe le premier coup de circuit de sa carrière le 7 septembre 2010 contre Carlos Silva des Cubs de Chicago. Wallace dispute 51 parties pour les Astros en 2010 et obtient deux circuits et 13 points produits.
Joueur de premier but des Astros en 2011, il est de la partie pour 115 matchs et maintient une moyenne au bâton de ,259 avec 5 circuits et 29 points produits.
Jouant au premier but lors du match d'ouverture des Astros le 31 mars 2013, Wallace est le premier joueur de la franchise à marquer un point à leurs débuts en Ligue américaine lorsqu'il croise le marbre contre les Rangers du Texas sur un triple de son coéquipier Justin Maxwell. Sa moyenne au bâton chute à ,221 en 2013 et son nombre de retrait sur des prises est grandement à la hausse. Il est retiré 104 fois de cette manière en 79 parties, alors que son précédent plus haut total était de 91 fois en 115 parties jouées en 2011. Wallace établit néanmoins ses nouveaux records personnels de 13 circuits et 36 points produits. Estimant qu'il n'y a pas de place pour lui dans l'équipe à l'approche d'une nouvelle saison, les Astros libèrent Wallace de son contrat le 12 mars 2014.

#### Ligues mineures
En mars 2014, Wallace signe un contrat avec les Orioles de Baltimore mais, relégué aux ligues mineures, n'a pas l'occasion de s'aligner avec l'équipe. Le 14 juillet 2014, les Orioles le cèdent aux Blue Jays de Toronto en échange d'un montant d'argent. Il termine l'année dans les mineures avec les Bisons de Buffalo sans jamais jouer pour les Blue Jays.

### Padres de San Diego
Wallace rejoint les Padres de San Diego l'année suivante et maintient une excellente moyenne au bâton en 62 parties jouées en 2015.